# دارين آدامز
دارين آدامز (بالإنجليزية: Darren Adams)‏ (12 يناير 1974 في المملكة المتحدة - ) هو لاعب كرة قدم بريطاني في مركز الهجوم. لعب مع كارديف سيتي ونادي وكينغ وهامبتون أند ريتشموند بورو ونادي دوفر أتليتيك وكراي واندررز ونادي فيشر أثليتيك ونادي ألدرشوت تاون وإيريث وبلفيدير ‏ وSwanley Furness F.C. ‏ وويلينج يونايتد.

## وصلات خارجية
- دارين آدامز على موقع قاعدة بيانات كرة القدم.إي يو (الإنجليزية)
- دارين آدامز على موقع Soccerbase.com (لاعب) (الإنجليزية)